# Stockleigh English
Stockleigh English – wieś i civil parish w Anglii, w Devon, w dystrykcie Mid Devon. W 2001 civil parish liczyła 63 mieszkańców. Stockleigh English jest wspomniana w Domesday Book (1086) jako Stochelie/Estocheleia.